# ماريو أند سونيك آت ذا لندن 2012 أولمبيك غيمز
ماريو أند سونيك آت ذا لندن 2012 أولمبيك غيمز (بالإنجليزية: Mario & Sonic at the London 2012 Olympic Games)، هي لعبة فيديو رياضية متقاطعة، صدرت عام 2011 على منصة وي، وبعدها بعام تم إصدار اللعبة على منصة نينتندو 3دي إس المحمولة، هذه اللعبة مرخصة من اللجنة الأولمبية الدولية، والتي ترتكز على الحدث الرياضي لدورة الألعاب الأولمبية في العاصمة البريطانية لندن عام 2012. اللعبة نشرت من طرف شركة سيغا، حيث يلعب فيها البطلان سونيك، وسوبر ماريو.

## روابط خارجية
- ماريو أند سونيك آت ذا لندن 2012 أولمبيك غيمز على موقع IMDb (الإنجليزية)